# Devon Conway
Devon Philip Conway (nacido el 8 de julio de 1991) es un jugador de críquet, nacido en Sudáfrica, que ahora juega en Nueva Zelanda, donde se convirtió en elegible para representar al equipo de cricket de Nueva Zelanda.

## Carrera internacional
Conway hizo su debut internacional con Nueva Zelanda en noviembre de 2020. En junio de 2021, en su primer Test Match, Conway se convirtió en el segundo bateador de Nueva Zelanda, y séptimo en general, en anotar un doble siglo en su debut en Test.
En marzo de 2021, Conway fue incluido en el equipo de One Day International (ODI) de Nueva Zelanda para su serie contra Bangladés. Hizo su debut en ODI con Nueva Zelanda el 20 de marzo de 2021, contra Bangladés. El 26 de marzo de 2021, Conway anotó su primer siglo en el cricket ODI, en el tercer partido de la serie contra Bangladés. En febrero de 2022, Chennai Super Kings lo compró en la subasta del torneo de la Premier League india de 2022.